# Acidente ferroviário de Soure
O Acidente ferroviário de Soure foi um acidente ocorrido em 31 de julho de 2020, no concelho de Soure, no distrito de Coimbra, em Portugal. Um comboio Alfa Pendular descarrilou após colidir contra um um veículo de manutenção de via, provocando dois mortos e 44 feridos.

## Acidente

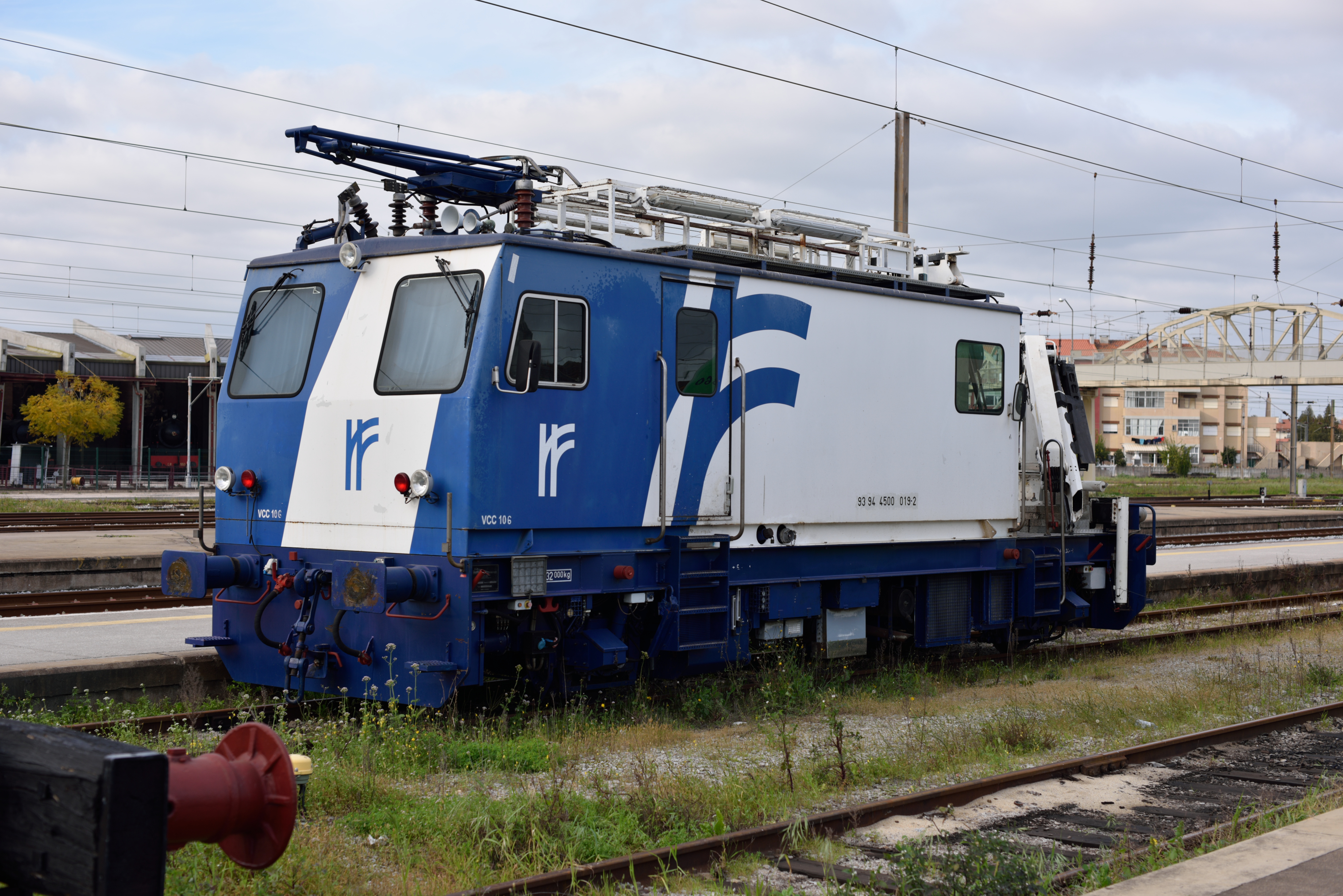
Veículo de manutenção de catenária, semelhante ao que foi destruído neste acidente, no Entroncamento em 2016.

No dia do acidente, o  Veículo de Conservação de Catenária 105, da empresa Infraestruturas de Portugal, estava a circular entre o Entroncamento e Mangualde, sem estar a fazer quaisquer trabalhos de manutenção, tendo apenas dois tripulantes a bordo. Por volta das 15h12, parou na via de resguardo da estação de Soure, enquanto esperava pela passagem da automotora Alfa Pendular 4005, que tinha saído de Lisboa - Santa Apolónia às 14 horas, com destino a Braga, tendo 212 passageiros a bordo na altura do acidente. Por motivos indeterminados, apesar de o sinal ainda estar vermelho, o veículo de manutenção prosseguiu viagem às 15h25, entrando na linha I, por onde iria circular o comboio de passageiros. Uma vez que a via passou a estar ocupada, o sinal da linha I mudou para vermelho, e foram accionados os travões do Alfa Pendular, mas devido à curta distância, isto não foi suficiente para evitar a colisão entre os dois comboios, que ocorreu por volta das 15h26, cerca de 20 segundos depois do veículo de manutenção ter entrado na linha sem autorização. Devido à violência do choque, as primeiras duas carruagens do Alfa Pendular descarrilaram, tendo o veículo de manutenção sido arrastado ao longo de cerca de 500 m, onde ambos os comboios se imobilizaram.
Este acidente provocou dois mortos e 43 feridos, dos quais sete estavam em estado grave, sendo um destes o maquinista do comboio Alfa Pendular. As duas fatalidades eram os tripulantes do veículo de manutenção. A circulação ferroviária naquele lanço da Linha do Norte foi suspensa, tendo a operadora Comboios de Portugal organizado um serviço rodoviário de substituição.

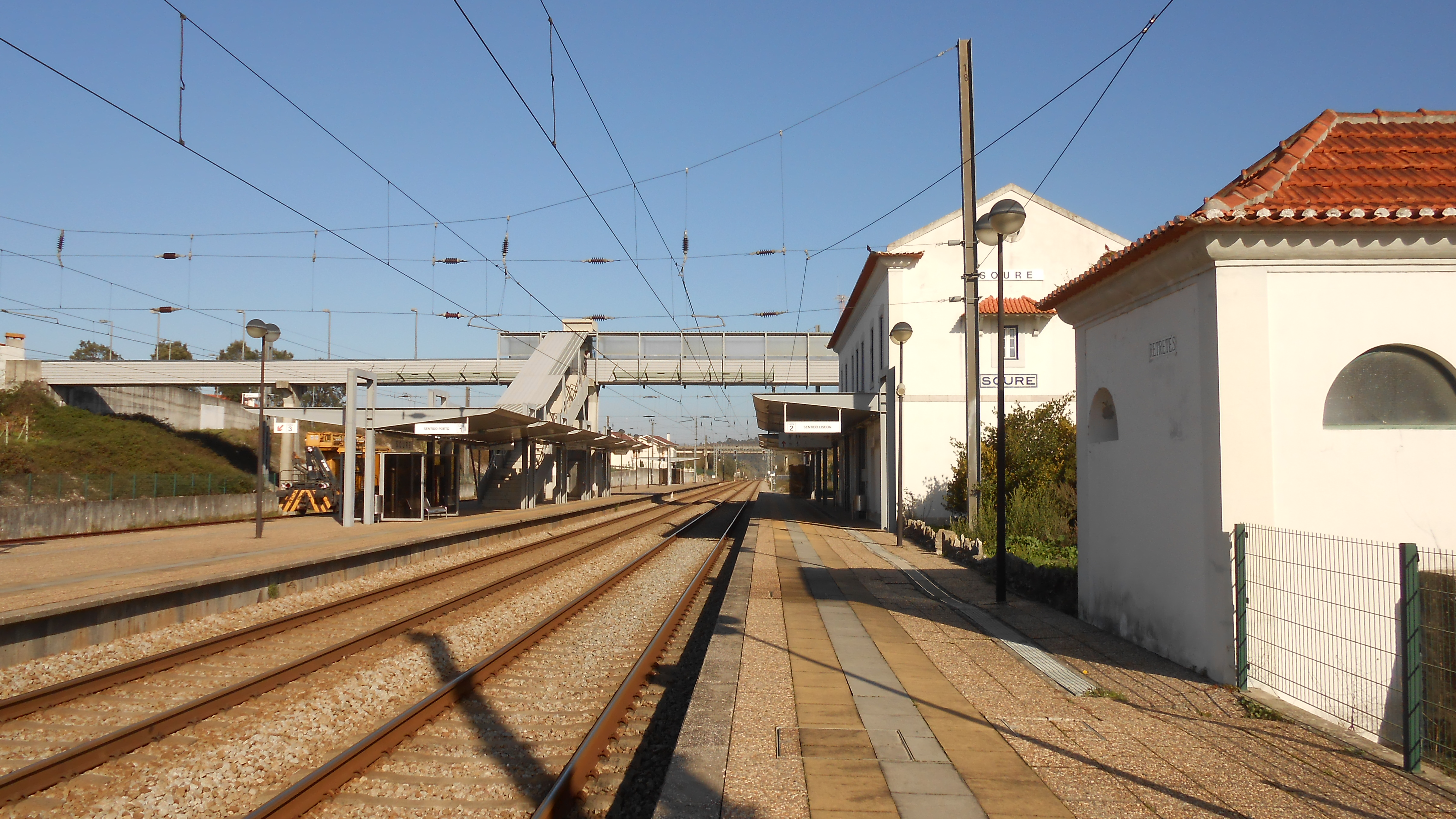
Estação de Soure, em 2015. O acidente deu-se no local onde se fazem a junção das vias, pouco depois da ponte ao fundo.

## Resposta e investigação
O Instituto Nacional de Emergência Médica enviou para o local do acidente cinco viaturas médicas de emergência de reanimação, duas ambulâncias de suporte imediato de vida, dois helicópteros, duas unidades móveis de intervenção psicológica de emergência, duas viaturas de intervenção em catástrofe, e várias ambulâncias. Os passageiros que não sofreram quaisquer ferimentos foram levados para o Pavilhão Gimnodesportivo de Soure, onde tiveram apoio psicológico e foi feita a triagem por parte do INEM. Depois de terem tido alta, prosseguiram a viagem a partir da estação de Alfarelos. O Centro Hospitalar e Universitário de Coimbra recebeu 28 feridos, incluindo dois graves e outros dois muito graves, sendo um destes o maquinista do Alfa Pendular, que foi levado para o bloco operatório de emergência. Outros seis feridos ligeiros foram enviados para o Hospital Distrital da Figueira da Foz.
Na sequência do acidente, o Presidente da República, Marcelo Rebelo de Sousa, emitiu uma mensagem de pesar às vítimas e às suas famílias, e salientou a conduta do Ministro das Infraestruturas, Pedro Nuno Santos, por se ter deslocado rapidamente ao local do acidente, e do autarca de Soure, por ter disponibilizado um local onde acolher os passageiros. Pedro Nuno Santos declarou que já tinha sido aberto um inquérito para saber as causas do acidente, que ia ser investigado pelo Gabinete de Prevenção e Investigação de Acidentes com Aeronaves e de Acidentes Ferroviários.
Este acidente foi criticado pelo presidente do Sindicato Nacional dos Maquinistas dos Caminhos de Ferro Portugueses, António Domingos, que alertou para a necessidade da instalação de um sistema redundante, para garantir a segurança da circulação dos comboios. Explicou que apesar de o Alfa Pendular possuir um sistema de controlo automático de velocidade (CONVEL), que serve para travar automaticamente o comboio caso este não cumpra a sinalização, os veículos de manutenção não dispõem desse equipamento. Especulou que, devido à falta do CONVEL, a dresina envolvida no acidente possa ter ultrapassado um sinal proibido e entrado numa via onde não deveria estar, teoria que foi confirmada pelo Gabinete de Prevenção e Investigação de Acidentes com Aeronaves e de Acidentes Ferroviários em 1 de Agosto. Com efeito, apesar da empresa Infraestruturas de Portugal ter anunciado em 2018 que iria instalar o sistema de controlo automático de velocidade nos seus veículos para a manutenção de catenária, mas não chegou a cumprir devido a problemas de «cabimentação financeira». Esta garantia tinha sido dada na sequência de um relatório do Gabinete de Prevenção sobre um incidente semelhante ao de Soure, ocorrido na estação de Roma Areeiro em Janeiro de 2016, quando um veículo de manutenção de catenária ultrapassou indevidamente um sinal vermelho.
Uma vez que o sistema apenas monitoriza o cumprimento da sinalização e não é capaz de reconhecer quaisquer obstáculos na via férrea, não terá travado automaticamente o comboio Alfa Pendular, e o motorista não terá tido tempo de imobilizar a sua composição antes de colidir com o outro veículo.
Este acidente também foi duramente criticado por Luís Cabral da Silva, especialista no transporte ferroviário, que considerou a situação como «criminosamente grave», tendo reprovado principalmente a conduta da empresa Infraestruturas de Portugal, que não terá comunicado a presença do veículo de manutenção naquele local.
No dia 1 de Agosto, já se tinham iniciado os trabalhos de remoção dos destroços e de reparação da via férrea e da catenária, e 41 feridos já tinham tido alta, tendo apenas três ficado internados. A circulação na Linha do Norte foi retomada às 01h45 da madrugada do dia 2 na via descendente, com restrições de velocidade, enquanto que a via ascendente reentrou ao serviço às 9h00 do mesmo dia.